# Маја Савић (одбојкашица)
Маја Савић (Ваљево, 14. август 1993) српска је одбојкашица која игра на позицији средњег блокера. Тренутно наступа за турски клуб ПТТ.

## Трофеји
Визура / Партизан Визура
- Суперлига Србије: 2013/14, 2014/15.
- Куп Србије: 2014/15.
- Суперкуп Србије: 2013, 2014.

Железничар Лајковац
- Суперлига Србије: 2018/19.
- Куп Србије: 2018/19, 2020/21.

Потсдам
- Суперкуп Немачке: 2022.

Србија
- Европске игре: бронза 2015.